# Bryan Sutton

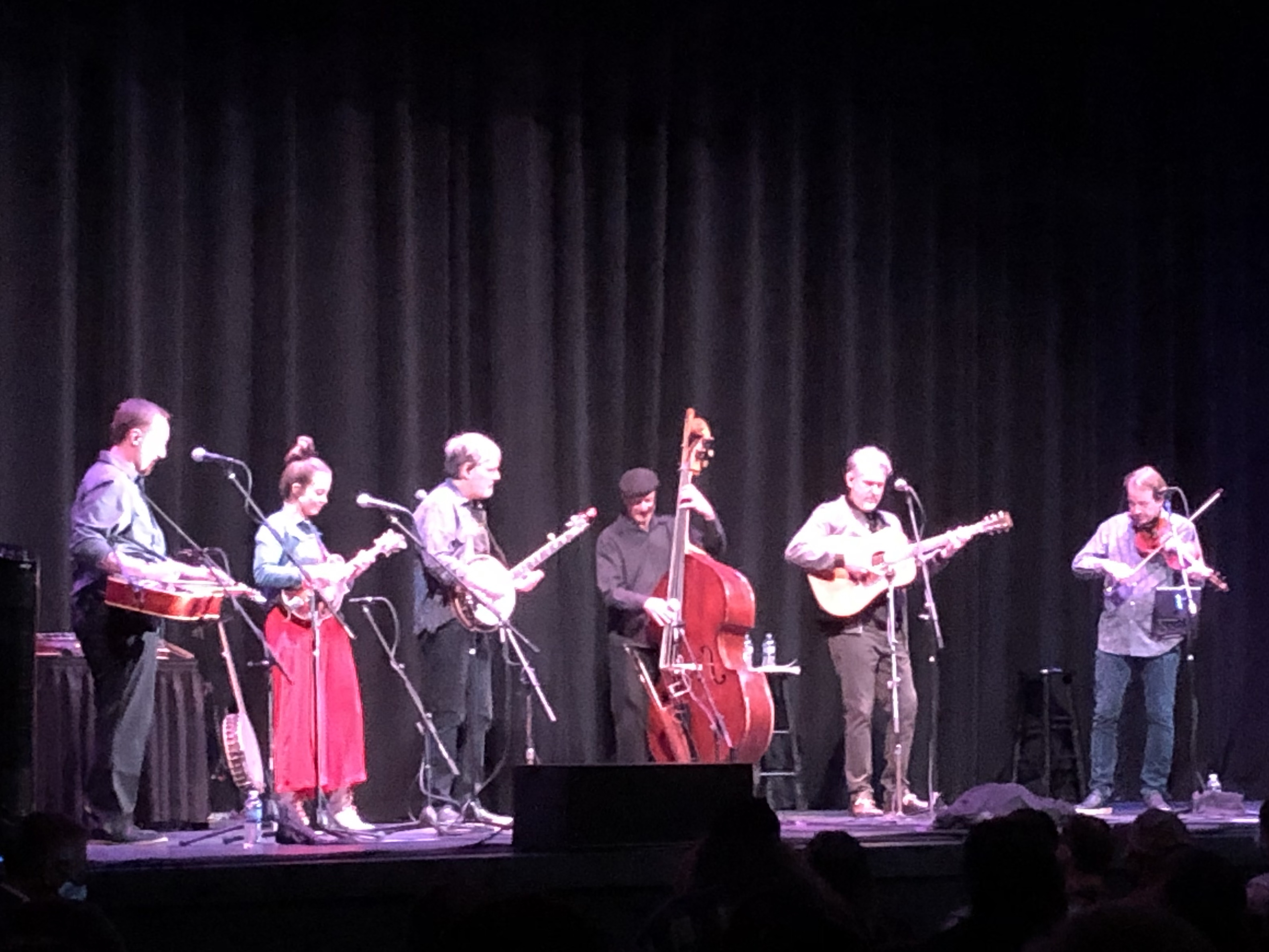
Bela Fleck concert

Bryan Sutton (Asheville, 1973) is een Amerikaanse country- en bluegrassmuzikant (zang, gitaar, banjo, ukelele, mandoline) en songwriter.

## Biografie
Suttons grootvader en vader waren regionaal erkende vioolspelers en Sutton groeide op in de familieband de Pisgah Pickers. In 1991 speelde hij gitaar voor Karen Peck en de gospelgroep New River. In 1993 verhuisde hij naar Nashville (Tennessee).
Sutton kwam voor het eerst op de voorgrond in 1997 als leadgitarist in de band Kentucky Thunder van Ricky Skaggs, toen Skaggs terugkeerde naar bluegrass. Sutton verliet uiteindelijk de band om zich te concentreren op sessiewerk. Sutton werd gevraagd om lid te worden van het bluegrasskwartet Hot Rize in 2002. Hij heeft sindsdien met hen getoerd en opgenomen en heeft sinds de hervorming slechts één show gemist. Naast Skaggs en Hot Rize toerde Sutton met de Dixie Chicks, Jerry Douglas, Sam Bush, Béla Fleck, Hot Rize, Chris Thile, Tony Rice en anderen. In 2007-2008 toerde Sutton met Chris Thile & The How to Grow a Band, een project dat later de Punch Brothers werd. Sutton is een van de meest gevraagde sessiespelers in Nashville en produceerde onlangs een plaat voor Della Mae en the Cash Cabin.
In juni 2011 stichtte hij de Online Bluegrass Guitar School with Bryan Sutton, als onderdeel van de ArtistWorks Academy of Bluegrass. In 2013 nam Sutton het album Ready for the Times op met T. Michael Coleman en David Holt. Ze namen het album op als eerbetoon aan Doc Watson. Het trio kwam in 2011 samen en heeft vaak opgetreden onder de naam Deep River Rising. Voor Almost Live werd Sutton vergezeld door 17 gastmuzikanten, waaronder Béla Fleck (banjo), Jerry Douglas (resonatorgitaar), Russ Barenberg (gitaar), Chris Thile (mandoline) en Stuart Duncan (viool). Op Suttons album Into My Own speelden de gasten Bill Frisell (gitaar), Ronnie McCoury (mandoline) en Noam Pikelny (banjo). Op The More I Learn van 2016 bleef Sutton zijn zang- en songwritervaardigheden ontwikkelen en onder de aandacht brengen. Het album bevat de prominente bandleden Casey Campbell (mandoline), Mike Barnett (viool) en Sam Grisman (bas).
Zijn stijl is een unieke mix van staccato, gemengd met krachtige chromatische en melodische bewegingen, die zijn geïntegreerd in de meer voorkomende bluegrass, blues en folk-leads, die gemeenschappelijk zijn voor het genre.
Sutton ondersteunt Bourgeois Guitars en treedt regelmatig op met zijn eigen kenmerkende model, een Bourgeois Bryan Sutton Limited Edition. Hij gebruikt ook een Bourgeois Country Boy Deluxe model dreadnought en een Bourgeois Banjo Killer hellende dreadnought, een ander model direct geïnspireerd door Sutton. Hij treedt ook regelmatig op met een Martin D-28 uit 1940.

## Onderscheidingen
- 2000: IBMA-gitarist van het jaar
- 2003: IBMA-gitarist van het jaar
- 2004: IBMA-gitarist van het jaar
- 2005: IBMA-gitarist van het jaar
- 2006: IBMA-gitarist van het jaar
- 2007: Grammy Award voor beste country-instrumentale uitvoering voor Whiskey Before Breakfast met Doc Watson. Het nummer werd opgenomen met behulp van 3 vintage Neumann-microfoons en een laptop in een hotelkamer in Colorado door ingenieur Phil Harris.
- 2011: IBMA-gitarist van het jaar
- 2013: IBMA-gitarist van het jaar
- 2014: IBMA-gitarist van het jaar
- 2014: Into My Own werd genomineerd voor een Grammy Award in de categorie «Best Bluegrass Album»
- 2015: IBMA-gitarist van het jaar
- 2016: IBMA-gitarist van het jaar.

## Discografie
Zie Discografie van Bryan Sutton
- International Standard Name Identifier: 0000 0003 7234 3400
- Library of Congress Control Number: no2001006374
- MusicBrainz: 584f1bd9-01eb-4f7e-8695-2fa72bb7bf27
- Nationale Bibliotheek van Israël: 987009748066705171
- Virtual International Authority File: 61189092
- WorldCat: E39PBJfmpMfTFtcBqhfkxDFh73